# Garabonc
Garabonc je vas na Madžarskem, ki upravno spada pod podregijo Nagykanizsai Županije Zala.